# Georgij Tovstonogov
Georgij Aleksandrovitj Tovstonogov (ryska Георгий Александрович Товстоногов), född 28 september 1915 i Tbilisi i Georgien, död 23 maj 1989 i Leningrad (nuvarande Sankt Petersburg), var en rysk teaterregissör.

## Biografi
Georgij Tovstonogov utexaminerades från Rossijskij Universitet Teatralnogo Iskusstva (Ryska Universitetet för Teaterkonst - GITIS) 1938. 1938-1946 var han regissör vid Gribojedov Tbilisskij Russkij Dramatitjeskij Teatr i Tbilisi. 1946-1949 var han regissör vid Tsentralnyj Detskij Teatr (Centrala Barnteatern) i Moskva och 1950-1956 på Leninskogo Komsomola Teatr i dåvarande Leningrad. Från 1956 och fram till sin död var han konstnärlig ledare för Bolsjogo Dramatitjeskogo Teatr (Stora Dramateatern) i Leningrad som efter hans död bär hans namn. Från 1957 var han även professor vid Leningrads teater-, film- och musikinstitut där han bland andra utbildade inflytelserika regissörer som Lev Dodin och Kama Ginkas. Tovstonogov var en förnyare av den ryska realistiska traditionen och räknas som efterkrigstidens mest betydande ryske teaterregissör. Han hann med omkring 200 uppsättningar av ryska och utländska klassiker och samtida rysk dramatik, han dramatiserade också skönlitteratur. Han förenade Konstantin Stanislavskijs skådespelarmetoder med Vsevolod Meyerholds och Bertolt Brechts. Han kombinerade det episka med det musikaliska på ett sätt som lyfte fram det psykologiska i skådespeleriet. Dramatiseringen och uppsättningen av Lev Tolstojs Historien om en häst 1975 blev ett internationellt genombrott och pjäsen kom att spelas vitt och brett i väst. 1972 skrev han en bok om teaterregi som översatts till flera språk.

## Utmärkelser
Asteroiden 4880 Tovstonogov är uppkallad efter honom.